# Jeangu Macrooy
Jeangu Macrooy (pronunciado: /ʒɑ̃ˈgy maˈkroi/; Paramaribo, 6 de novembro de 1993) é um cantor e compositor surinamês que vive nos Países Baixos.

## Biografia
Em 2011 Jeangu formou a banda «Between Towers» com seu irmão gémeo Xillan. Em janeiro de 2013, o primeiro e único álbum da banda, «Stars on My Radio», foi lançado. Após dois anos de estudos no Conservatório do Suriname em Paramaribo, mudou-se para os Países Baixos em 2014 para estudar música em Enschede na «ArtEZ hogeschool voor de kunsten».
Em Enschede, fez uma colaboração com o produtor musical Perquisite, que Jeangu conheceu numa audição na ArtEZ. Em dezembro de 2015, o cantor assinou contrato com a gravadora «Unexpected Records», propriedade de Perquisite.

### «Brave Enough», «High on You» e «Horizon»
O primeiro EP de Jeangu intitulado «Brave Enough», foi lançado a 7 de abril de 2016. Seu primeiro single, «Gold», foi bem recebido, a 19 de abril de 2016, ele tocou essa música no talk show «De Wereld Draait Door» e a canção foi utilizada num anúncio publicitário para a série da HBO, Game of Thrones. A 8 de abril de 2016, Macrooy foi nomeado como «Serious Talent» pela estação de rádio 3FM. Um ano depois, em abril de 2017, Macrooy lançou seu primeiro álbum solo, «High on You», que alcançou a posição 69 nas listas de música dos Países Baixos.
Ambos os lançamentos foram seguidos por apresentações nos Países Baixos e noutros países da Europa. Jeangu abriu os shows de Curtis Harding e Ayo na Alemanha, e de Trombone Shorty na Bélgica, França e Alemanha. Ele também se apresentou em alguns dos principais festivais de música nos Países Baixos, incluindo o Festival de Jazz do Mar do Norte e Lowlands. Em dezembro de 2017, Macrooy voltou ao Suriname para seu primeiro show com sua banda em Paramaribo. Seu single «Dance With Me» foi usado como música tema do filme neerlandês «Niemand in de stad», que estreou em 2018.
O segundo álbum de Macrooy, intitulado «Horizon», foi lançado em fevereiro de 2019. No verão de 2019, ele fez sua primeira digressão por três grandes cidades da Alemanha: Colónia, Hamburgo e Berlim. Ele também tocou no festival Reeperbahn em Hamburgo.

### Festival Eurovisão da Canção
A 10 de janeiro de 2020, foi anunciado que a Jeangu representaria os Países Baixos no Festival Eurovisão da Canção 2020 em Roterdão. Após o cancelamento da edição devido à pandemia de COVID-19, foi anunciado que Jeangu representará o país no festival de 2021 com a música «Birth of a New Age». Jeangu é o 3.º surinamês a representar os Países Baixos na Eurovisão, em 1992 o 1.º foi Humphrey Campbell e a 2.ª, Ruth Jacott em 1993.

## Vida pessoal
Jeangu tem um irmão gémeo chamado Xillan Macrooy, que também é cantor e um dos coristas da banda de Jeangu. O cantor é gay e é um ativista da diversidade sexual, nomeadamente no seu país de origem onde a homossexualidade é um tabu.

## Discografia

### Álbuns de estúdio
| High on You                              | - Lançamento: 14 de abril de 2017 - Discográfica: Unexpected Records - Formato: Digital download, CD    | 69 |
| Horizon                                  | - Lançamento: 8 de fevereiro de 2019 - Discográfica: Unexpected Records - Formato: Digital download, CD | —  |
| "—" indica que a música não foi lançada. | |    |

### Álbuns em direto
| Título | Detalhes                                                                                               |
| ------ | --- |
| Live!  | - Lançamento: 6 de novembro de 2019 - Discográfica: Unexpected Records - Formato: Digital download, CD |

### Extended plays
| Título       | Detalhes                                                                                        |
| ------------ | ----------------------------------------------------------------------------------------------- |
| Brave Enough | - Lançamento: 7 de abril de 2016 - Discográfica: Unexpected Records - Formato: Digital download |

### Outros álbuns
- Stars on My Radio (2013) (álbum dos Between Towers)

### Singles
| "Gold"                                   | 2016 | —  | Brave Enough      |
| "To Love Is to Hurt"                     | 2016 | —  | Brave Enough      |
| "Brave Enough"                           | 2016 | —  | Brave Enough      |
| "Step Into the Water"                    | 2017 | —  | High On You       |
| "Crazy Kids" (feat. Xillan)              | 2017 | —  | High On You       |
| "High On You"                            | 2017 | —  | High On You       |
| "Tell Me Father"                         | 2017 | —  | High On You       |
| "How Much I Love You"                    | 2018 | —  | Horizon           |
| "Dance with Me"                          | 2018 | —  | Horizon           |
| "Shake Up This Place"                    | 2019 | —  | Horizon           |
| "Second Hand Lover"                      | 2019 | —  | Horizon           |
| "Grow"                                   | 2020 | 48 | Músicas sem álbum |
| "Birth of a New Age"                     | 2021 | 83 | Músicas sem álbum |
| "—" indica que a música não foi lançada. |      |    |                   |